# Alyssum giosnanum
Alyssum giosnanum là một loài thực vật có hoa trong họ Cải. Loài này được Nyár. mô tả khoa học đầu tiên năm 1927 publ. 1928.